# Вечер с Такером Карлсоном
«Вечер с Такером Карлсоном» (англ. Tucker Carlson Tonight) — американское консервативное ток-шоу и программа о текущих событиях, которую вёл политический обозреватель Такер Карлсон.
Шоу транслировалось на Fox News с 14 ноября 2016 года по 21 апреля 2023 года, заменив программу «On the Record», организованную Гретой Ван Састерен. «Вечер с Такером Карлсоном» включал политические комментарии, монологи, интервью и анализ, что имело некоторое сходство с «On the Record». Среди приглашенных ведущих программы были Уилл Кейн, Шон Даффи, Тулси Габбард и Брайан Килмид.
В 2020 году «Вечер с Такером Карлсоном» стала самой популярной программой в прайм-тайм среди всех кабельных новостей; его доминирование во временном интервале закончилось только после резкой отмены программы.
24 апреля 2023 года Fox News объявила, что Такер Карлсон покинул сеть; временной интервал был переименован в «Fox News Tonight» и заполнен временной ротацией личностей. Брайан Килмид вёл первый выпуск «Fox News Tonight» после отставки Карлсона.